# Khaled
Khaled Hadj Ibrahim (em árabe: خالد حاج إبرهيم; Oran, Argélia, 29 de fevereiro de 1960) é um músico, cantor e compositor franco-argelino. Ele começou a gravar no início da adolescência sob o nome Cheb Khaled (الشاب خالد, árabe para "Jovem Khaled"), e se tornou o cantor argelino mais famoso internacionalmente no mundo árabe e em vários continentes. Sua popularidade lhe valeu o título não oficial de "O Rei do Raï".
No Brasil, Khaled fez sucesso no fim de 1999, com sua canção "El Arbi", gravada em 1991. Em 2000, a canção chegou a ficar 5 semanas no topo das paradas, tornando "El Arbi" a música árabe mais tocada no Brasil. O sucesso de Khaled no Brasil chegou a ser vinculado também aos árabes-brasileiros, que são muitos no país. Também é um dos três cantores que interpretam a música "Abdul Qadir", uma homenagem ao líder político Abd El-Kader, considerada um hino na Argélia. No verão de 2012, ele gravou e lançou o álbum C'est la vie, cujos 9 títulos são produzidos pela RedOne, incluindo a música de mesmo nome.

## Biografia
Khaled Hadj Ibrahim nasceu em 1960, em Oran, na Argélia. Aos 14 anos, fundou a banda Cinq Étoiles (Five Stars) e começou a se apresentar em casas noturnas e casamentos. Na década de 1980, Khaled começou a produzir e cantar músicas no gênero Raï. Ele se mudou para a França em 1986. 
Em 12 de janeiro de 1995, Khaled casou-se com Samira Diabi, 27 anos, com quem tem quatro filhas e um filho. 
Khaled veio ao Brasil pela primeira vez em 1996, tendo se apresentado em Salvador, Rio de Janeiro e em São Paulo. O sucesso no país só viria no fim de 1999, quando a música "El Arbi" conquistou as casas de dança, fazendo com que a Universal Music lançasse o álbum de 1992 do músico ao público brasileiro. "El Arbi" foi escolhida em dezembro daquele ano pelo DJ Theo Werneck para animar a participação da personagem Feiticeira durante o programa O+, da Band. A canção ainda foi incluída na trilha da novela Vila Madalena, da Globo.
Com o sucesso, Khaled voltou ao Brasil em 2000, onde apareceu em uma fotografia com a modelo Joana Prado, intérprete da personagem Feiticeira. O cantor fez shows no Rio de Janeiro e em São Paulo, dessa vez com uma estrutura maior das apresentações de 1996. Khaled ainda se apresentou no Domingão do Faustão, da Globo, onde recebeu um disco de platina pela vendagem no Brasil.
Em 1998, o documentário Khaled: Derrière le sourire foi produzido, contando sua vida.
Ele foi premiado com a cidadania marroquina em agosto de 2013, o que ele não pediu, mas aceitou porque sentiu que não poderia recusar.

## Discografia

### Álbuns de estúdio
- 1985: Hada Raykoum
- 1985: Moule El Kouchi
- 1988: Kutché (com Safy Boutella)
- 1989: Fuir, mais où ?
- 1989: S'Hab El Baroud
- 1992: Khaled
- 1993: N'ssi N'ssi
- 1996: Sahra
- 1999: Kenza
- 2000: Elle ne peut pas vivre sans lui !
- 2004: Ya-Rayi
- 2009: Liberté.
- 2012: C'est la vie.

### Álbuns ao vivo
- 1998: Hafla
- 1999: 1, 2, 3 Soleils - with Rachid Taha and Faudel

### Coleções
- 1991: Le Meilleur de Cheb Khaled
- 1992: Le Meilleur de Cheb Khaled 2
- 2005: Forever King
- 2005: Spirit of Rai
- 2005: Les Annees Rai
- 2006: Salou Ala Nabi
- 2006: Maghreb Soul - Cheb Khaled Story 1986-1990
- 2006: Anajit Anajit
- 2007: Best of